# Бытом (станция)
Бытом или Битом (пол. Bytom) — пассажирская и грузовая узловая железнодорожная станция в городе Бытом, в Силезском воеводстве Польши. Имеет 4 платформы и 7 путей.
Станция положенная на международной железнодорожной линии Киев — Краков — Бытом — Ополе — Вроцлав — Дрезден, была построена в 1859 году. Теперь здесь пересекаются важные железные дороги, ведущие в Катовице, Ополе, Гливице, Люблинец.
Существующее здание вокзала построили в 1929 году, когда город Бытом (нем. Beuthen, Бойтен) был в составе Веймарской республики.